# NGC 7402
NGC 7402 (również PGC 69914) – galaktyka soczewkowata (S0), znajdująca się w gwiazdozbiorze Ryb. Odkrył ją 2 października 1856 roku R.J. Mitchell – asystent Williama Parsonsa.